# Sean Simpson
Pour les articles homonymes, voir Simpson.
Sean Simpson, né le 4 mai 1960 à Essex au Royaume-Uni, est un joueur professionnel et entraîneur canadien de hockey sur glace.

## Carrière

### Joueur
Après une courte carrière professionnelle en Amérique du Nord, il alla jouer en Europe en rejoignant les Tilburg Trappers, club d'Eredivisie, la première division aux Pays-Bas. Après cinq saisons en Hollande, dont la dernière passé à Rotterdam, il signe en Suisse avec le HC Olten, club de LNA lors de la saison 1989-1990. Puis il s'engage avec le HC Ajoie en deuxième division helvétique. Il joue ses derniers matchs avec le HC Fiemme Cavalese en Série A durant la saison 1990-1991.

### Entraîneur
En 1997, Sean Simpson est engagé par le EV Zoug en tant qu'entraîneur en chef et remporte le titre de champion de Suisse de LNA dès sa première saison. Il rejoint ensuite, lors de la saison 1999-2000, les München Barons en DEL. Quatre saisons et un titre plus tard, en 2003, il revient à Zoug. Après cinq saisons sur le banc du Herti, il s'engage avec les ZSC Lions, en remplacement d'Harold Kreis. Avec le club zurichois il remporte non seulement la nouvelle Ligue des champions en 2009, mais aussi la Coupe Victoria, en battant les Blackhawks de Chicago.
En 2010, il succède à Ralph Krueger à la tête de l'équipe de Suisse. Alors qu'il devait prendre les rênes de la Suisse après les mondiaux, il se retrouve catapulté sélectionneur après les Jeux olympiques, à la suite de la défection de son prédécesseur.

## Statistiques
| Saison    | Équipe                      | Ligue      |    | Saison régulière | Saison régulière | Saison régulière | Saison régulière | Saison régulière |   | Séries éliminatoires | Séries éliminatoires | Séries éliminatoires | Séries éliminatoires | Séries éliminatoires |
| Saison    | Équipe                      | Ligue      | PJ | B                | A                | Pts              | Pun              | PJ               | B | A                    | Pts                  | Pun                  |                      |                      |
| 1976-1977 | Canadians de Kingston       | AHO Jr.    | 4  | 1                | 1                | 2                | 0                | -                | - | -                    | -                    | -                    |                      |                      |
| 1977-1978 | 67 d'Ottawa                 | AHO Jr.    | 55 | 14               | 29               | 43               | 6                | -                | - | -                    | -                    | -                    |                      |                      |
| 1978-1979 | 67 d'Ottawa                 | AHO Jr.    | 59 | 42               | 76               | 118              | 12               | -                | - | -                    | -                    | -                    |                      |                      |
| 1979-1980 | 67 d'Ottawa                 | AHO Jr.    | 67 | 65               | 84               | 149              | 8                | -                | - | -                    | -                    | -                    |                      |                      |
| 1980-1981 | 67 d'Ottawa                 | LHO        | 45 | 20               | 49               | 69               | 2                | -                | - | -                    | -                    | -                    |                      |                      |
| 1981-1982 | Hawks du Nouveau-Brunswick  | LAH        | 60 | 19               | 16               | 35               | 4                | 11               | 1 | 0                    | 1                    | 0                    |                      |                      |
| 1982-1983 | Falcons de Springfield      | LAH        | 80 | 14               | 21               | 35               | 6                | -                | - | -                    | -                    | -                    |                      |                      |
| 1983-1984 | Tilburg Trappers            | Eredivisie | 45 | 60               | 57               | 117              | -                | -                | - | -                    | -                    | -                    |                      |                      |
| 1984-1985 | Tilburg Trappers            | Eredivisie |    |                  |                  |                  |                  |                  |   |                      |                      |                      |                      |                      |
| 1985-1986 | Tilburg Trappers            | Eredivisie | 45 | 56               | 60               | 116              | 6                | -                | - | -                    | -                    | -                    |                      |                      |
| 1986-1987 | équipe nationale canadienne | Intl.      | 6  | 3                | 1                | 4                | 4                | -                | - | -                    | -                    | -                    |                      |                      |
| 1986-1987 | Tilburg Trappers            | Eredivisie | 43 | 57               | 49               | 106              | 8                | -                | - | -                    | -                    | -                    |                      |                      |
| 1987-1988 | Tilburg Trappers            | Eredivisie | 42 | 58               | 77               | 135              | 10               | -                | - | -                    | -                    | -                    |                      |                      |
| 1988-1989 | Rotterdam Panda's           | Eredivisie | 43 | 41               | 59               | 100              | -                | -                | - | -                    | -                    | -                    |                      |                      |
| 1989-1990 | HC Olten                    | LNA        | 7  | 6                | 4                | 10               | 0                | 2                | 0 | 0                    | 0                    | 0                    |                      |                      |
| 1990-1991 | HC Ajoie                    | LNB        | 7  | 3                | 6                | 9                | 2                | -                | - | -                    | -                    | -                    |                      |                      |
| 1990-1991 | HC Fiemme Cavalese          | Série A    | 6  | 2                | 6                | 8                | 2                | -                | - | -                    | -                    | -                    |                      |                      |
| 1991-1992 | SC Lyss                     | LNB        | -  | -                | -                | -                | -                | 1                | 1 | 0                    | 1                    | 0                    |                      |                      |

## Trophées et honneurs personnels
- LHO
  - 1979 et 1980 : remporte le trophée William-Hanley
- LAH
  - 1982 : champion de la Coupe Calder avec les Hawks du Nouveau-Brunswick
- Eredivisie
  - 1989 : Champion avec les Rotterdam Panda's
  - 1984 et 1989 : meilleur pointeur de la ligue[6]
- LNA
  - 1998 : champion avec le EV Zoug
- DEL
  - 2000 : champion avec les München Barons
- Ligue des champions
  - 2009 : champion avec les ZSC Lions
- Coupe Victoria
  - 2009 : vainqueur en avec les ZSC Lions